# Petite rivière Iroquois
Pour les articles homonymes, voir Iroquois (homonymie).
La Petite rivière Iroquois est un affluent de la rivière Iroquois (fleuve Saint-Jean), coulant dans les Monts Notre-Dame, dans le comté de Madawaska, situé au Nord-Ouest du Nouveau-Brunswick, au Canada.
La Petite rivière Iroquois coule en zone forestière, vers le Sud, en longeant la frontière entre le Québec et le Nouveau-Brunswick. Ce cours d'eau est plus ou moins parallèle au côté Est de la Rivière Iroquois (fleuve Saint-Jean) et au côté Ouest de la rivière Verte (fleuve Saint-Jean).
Elle se déverse dans la rivière Iroquois (fleuve Saint-Jean), laquelle coule généralement vers le Sud pour se déverser sur la rive Nord du fleuve Saint-Jean. Ce dernier coule vers le Sud-Est et se déverse sur la rive Nord de la Baie de Fundy qui s’ouvre vers le Sud-Ouest sur l’océan Atlantique.

## Géographie

### Cours de la rivière
La Petite rivière Iroquois prend sa source d’un ruisseau de montagne (altitude: 394 m), situé dans le comté de Madawaska, au Nouveau-Brunswick.
Cette source est située à:
- 3,4 km au Sud-Ouest du « First Lake » lequel constitue le premier lac de tête de la rivière Verte (fleuve Saint-Jean) dont le bassin versant débute au Sixième Lac dans la MRC de Témiscouata, au Québec;
- 3,5 km à l’Est de la frontière entre le Québec et le Nouveau-Brunswick;
- 27,1 km au Nord-Est du centre-ville d’Edmundston, au Nouveau-Brunswick;
- 23,1 km au Nord-Est du centre du village de Dégelis, au Québec.

La Petite rivière Iroquois coule sur 20,3 km, selon les segments suivants :
- 5,2 km vers le Sud, jusqu'au pont d'un chemin forestier;
- 5,3 km vers le Sud-Ouest, jusqu’au pont d’un chemin forestier;
- 9,8 km vers le Sud, en passant dans le Rang des Bossé, dans le comté de Madawaska, jusqu'à la confluence de la rivière[2].

La Petite rivière Iroquois se déverse sur la rive Est de la rivière Iroquois (fleuve Saint-Jean). Cette confluence est située à:
- 20,0 km en amont de la confluence de la rivière Iroquois (fleuve Saint-Jean);
- 4,8 km au Nord-Est du centre du village de la Paroisse de Saint-Jacques;
- 10,5 km au Nord du centre-ville d’Edmundston.

## Toponymie
Le toponyme "Petite rivière Iroquois" est dérivé de son tributaire qui est la « rivière Iroquois ».